# Ефринген-Кирхен
Ефринген-Кирхен (њем. Efringen-Kirchen) општина је у њемачкој савезној држави Баден-Виртемберг. Једно је од 35 општинских средишта округа Лерах. Према процјени из 2010. у општини је живјело 8.307 становника. Посједује регионалну шифру (AGS) 8336014.

## Географски и демографски подаци
Ефринген-Кирхен се налази у савезној држави Баден-Виртемберг у округу Лерах. Општина се налази на надморској висини од 258 метара. Површина општине износи 43,7 km². У самом мјесту је, према процјени из 2010. године, живјело 8.307 становника. Просјечна густина становништва износи 190 становника/km².